# Sutra del Loto: XVII capitolo

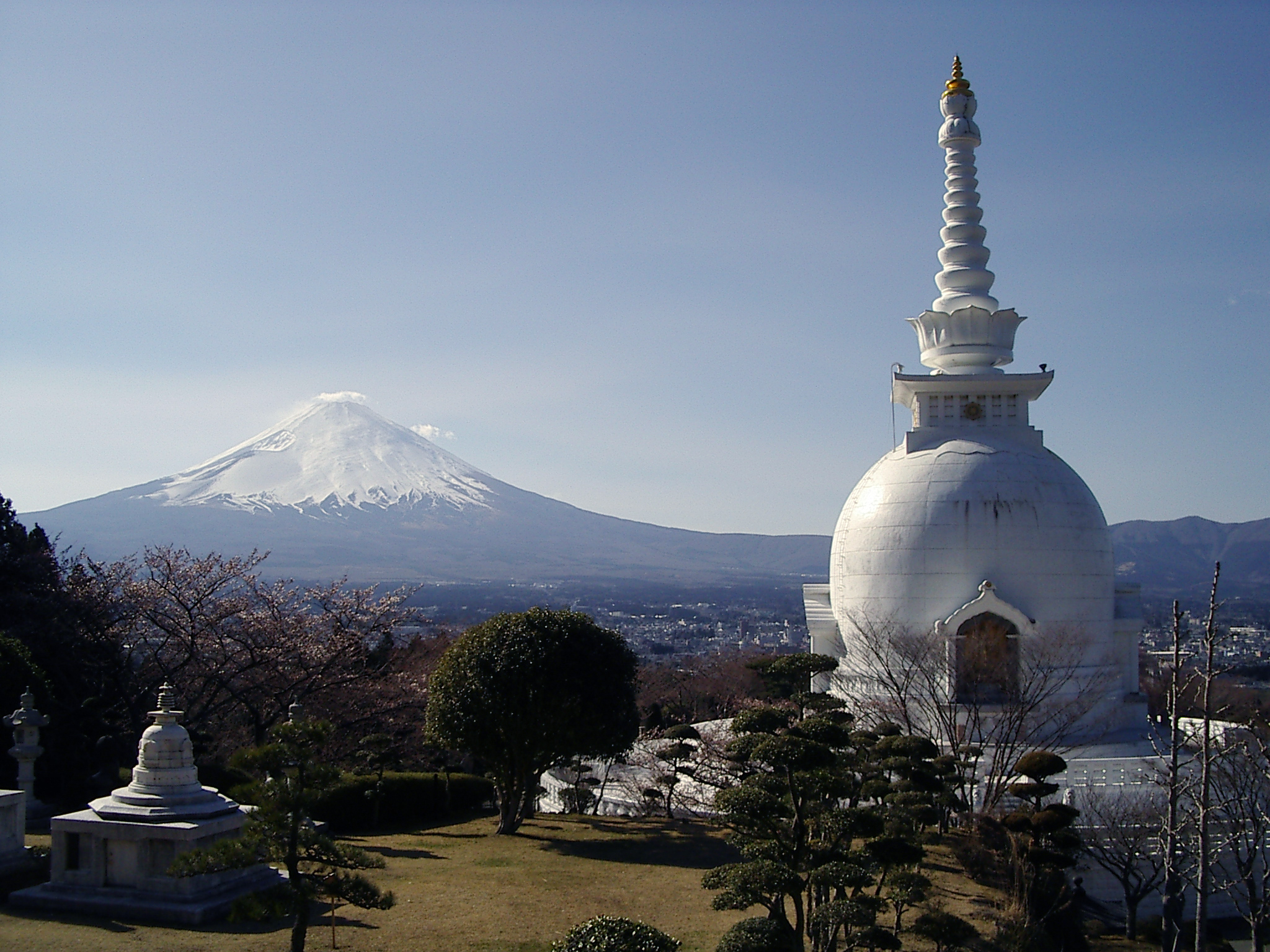
Uno stūpa buddhista e sullo sfondo il Fuji a Gotemba, Shizuoka, Giappone.

Dopo aver proclamato la dottrina della eternità del Buddha lo Śākyamuni annuncia che coloro, in migliaia di milioni, innumerevoli, che l'hanno ascoltata hanno realizzato molteplici benefici che gli consentiranno di giungere all'anuttarā-samyak-saṃbodhi. Mentre coloro che si eserciteranno nelle sole prime cinque pāramitā: dāna (generosità, disponibilità); śīla ( virtù, moralità, condotta appropriata); kṣanti (pazienza, tolleranza, sopportazione, accettazione, tolleranza); vīrya (energia, diligenza, vigore, sforzo); dhyāna (concentrazione, contemplazione); rimanendo invece esclusa nella loro pratica la pāramitā della prajñā (saggezza), i benefici che otterranno non saranno in alcun modo paragonabili a coloro che hanno accolto la dottrina del Buddha eterno.
Senza limiti saranno invece i benefici di coloro che oltre ad accettare, comprenderanno la dottrina sulla vita infinita del Buddha.
Così coloro che accetteranno, onoreranno, sosterranno o copieranno o faranno copiare il Sutra del Loto è come se erigessero una stūpa contenenti le  reliquie del Buddha (śarīrāḥ). A maggior ragione coloro che oltre a compiere ciò rispetteranno anche i "precetti del Bodhisattva".